# CN Tower
La CN Tower (en francés: Tour CN), también conocida en español como Torre CN, es una torre de comunicaciones y observación de 553,3 metros de altura ubicada en Toronto, Ontario, Canadá. Completada en 1976, se encuentra en el centro de Toronto, construida en los antiguos terrenos ferroviarios. Su nombre «CN» se refiere a Canadian National, la compañía ferroviaria que construyó la torre. Tras la decisión de la empresa de desinvertir activos ferroviarios no esenciales antes de su privatización en 1995, transfirió la torre a Canada Lands Company, una corporación federal de la Corona responsable del portafolio inmobiliario del gobierno.
La CN Tower ostentó el récord de estructura más alta sin apoyo durante 32 años, desde 1975 hasta 2007, cuando fue superada por el Burj Khalifa, y fue la torre más alta hasta 2009 cuando fue superada por la Torre de Cantón. Actualmente es la décima estructura más alta sin apoyo en el mundo y sigue siendo la estructura más alta sin apoyo en el hemisferio occidental. En 1995, fue declarada una de las siete maravillas del mundo moderno por la Sociedad Estadounidense de Ingenieros Civiles. También pertenece a la Federación Mundial de Grandes Torres.
Es un ícono emblemático del panorama urbano de Toronto y atrae a más de dos millones de visitantes internacionales anualmente. Alberga varias plataformas de observación, un restaurante giratorio a unos 350 metros, y un complejo de entretenimiento.

## Construcción
La construcción de la torre comenzó el 6 de febrero de 1973, y terminó el 20 de septiembre de 1976, por parte de la compañía Canadian National Railway, la cual buscaba resolver los constantes problemas de comunicación causados por la construcción de rascacielos cada vez más altos en el centro de la ciudad.
Las compañías y personas involucradas en el proyecto fueron:
- NCK Engineering, quien aportó la ingeniería estructural.
- Foundation Building Construction and Canron, apoyo de ingeniería estructural.
- John Andrews Architects, arquitectos.
- Webb, Zerafa, Menkes, Housden Architects, arquitectos.

Los trabajos de construcción se desarrollaron las 24 horas del día, cinco días a la semana durante 40 meses con la ayuda de 1537 trabajadores.[cita requerida]
Fue abierta al público el 26 de junio de 1976. La estructura de las antenas receptoras de microondas, para señales distantes, se encuentra ubicada a 338 m y la punta de la antena de transmisión se encuentra en la cima de la torre. Los costos de construcción fueron, aproximadamente, 300 millones de dólares canadienses (unos 260 millones de dólares estadounidenses en 2005), siendo recuperados solo 15 años después de inaugurada.[cita requerida]
Una escalera de metal de 1776 escalones llega hasta el nivel del Sky Pod (447 m o 147 pisos), siendo esta la escalera metálica más alta del mundo. Dicha escalera fue construida con el fin de ser usada en casos de emergencia y no se encuentra abierta al público, salvo por dos ocasiones al año con motivo de eventos de caridad: uno en primavera patrocinado por el World Wildlife Fund el Día de la Tierra y otro en otoño por la Asamblea religiosa del United Way de Toronto. En promedio, se necesitan alrededor de 30 minutos para llegar desde el suelo hasta el área de las antenas (la parte blanca debajo del mirador principal); el tiempo más rápido de una subida es de 7 minutos y 52 segundos.[cita requerida]

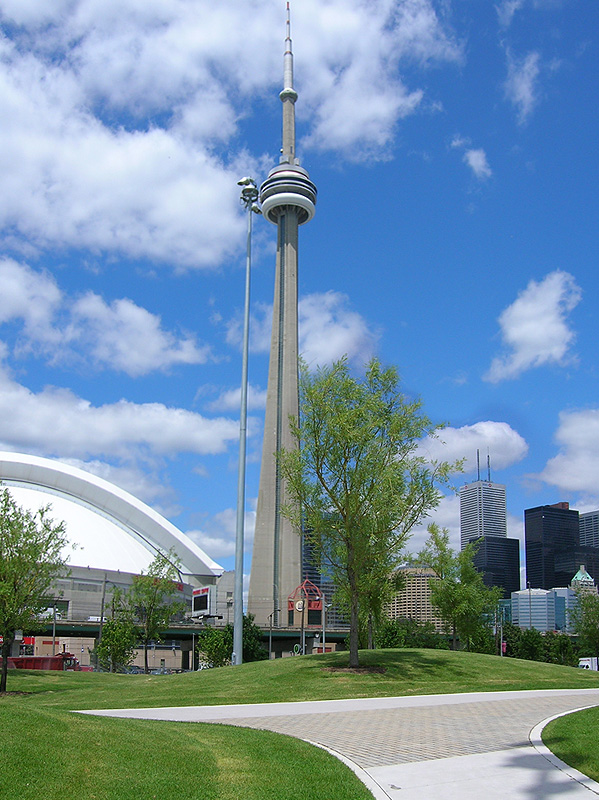
La torre vista desde el HTO Park de Toronto.

A 342 m de altura, en el Piso de Observación Principal se encuentran el Piso de Vidrio y la Plataforma de Observación Exterior; el Piso de vidrio ocupa un área de 23,8 m² y puede aguantar un peso de 4137 kPa (2929 kg fuerza/m²) más o menos, 14 hipopótamos adultos.[cita requerida]
A 346 m se encuentra el Horizons Cafe y la Plataforma de Observación Interior y a 351 m se encuentra el restaurante 360, el cual tiene un ciclo de rotación de 72 minutos. El restaurante requiere una compra mínima y ofrece una vasta selección de vinos.[cita requerida]

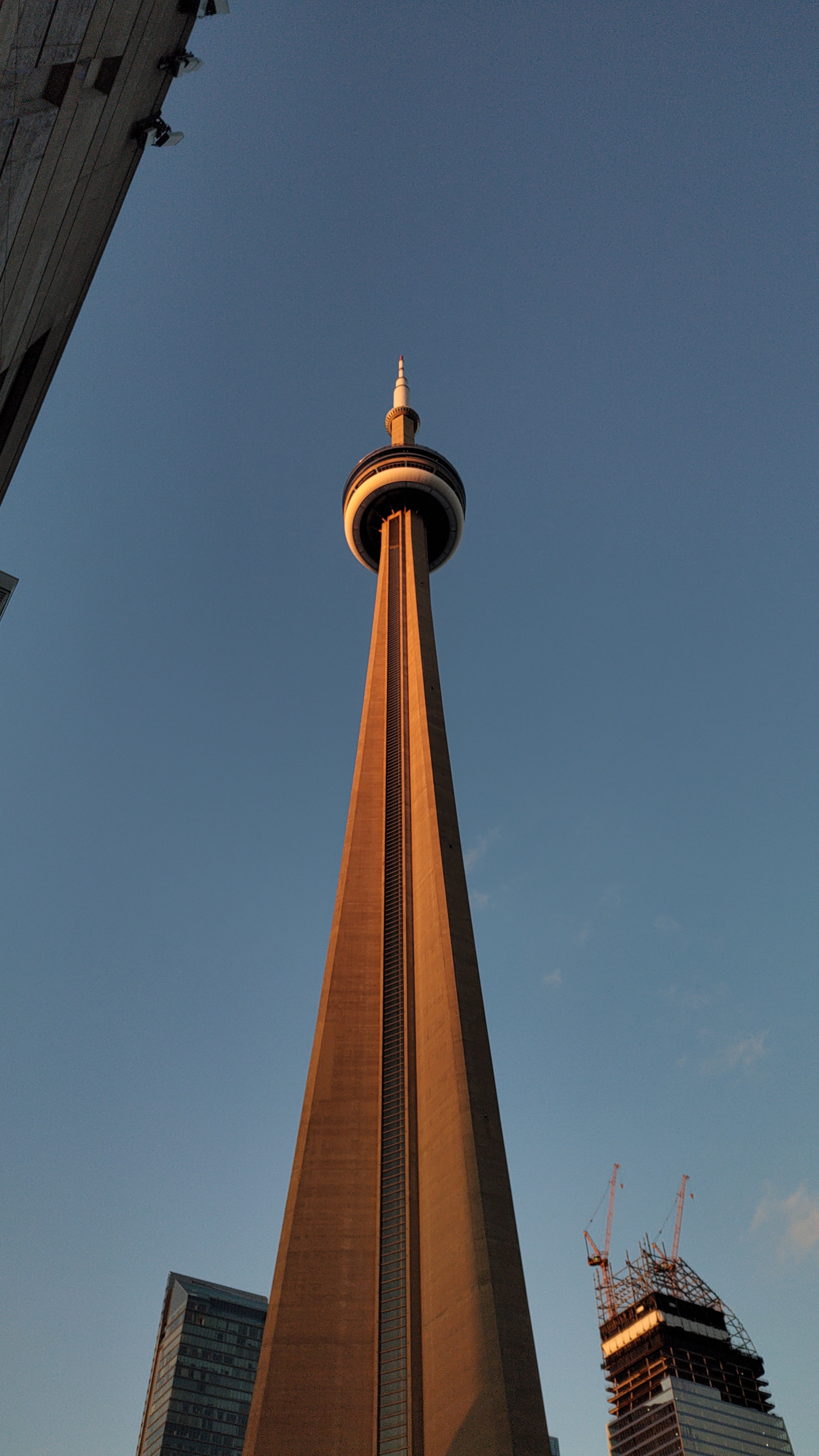
CN Tower vista desde la base durante el atardecer.

El Sky Pod es una pequeña plataforma cerrada que se encuentra por encima del Piso de Observación Principal. Localizada a 447 m, fue en su día el mirador público más alto del mundo, en la actualidad ocupa el décimo lugar mundial y el primero de América (Ver artículo en inglés 'Observation deck'). Desde aquí es posible observar, en un día claro, el contorno de la ciudad de Rochester en el estado de Nueva York, ubicada al sur del lago Ontario.[cita requerida]

## Nombre
CN son las siglas de la compañía de ferrocarriles "Canadian National Railway"; una vez que la compañía decidió vender todos sus bienes no relacionados con el transporte de carga, en vista de la privatización de la compañía en 1995, la torre fue transferida a la Canada Lands Company (CLC), una corporación federal de la Corona, responsable de desarrollo inmobiliario. Después de esta transferencia, los habitantes de Toronto aspiraban mantener el nombre CN Tower, por lo cual ahora el nombre oficial CN Tower se refiere a Canada's National Tower (Torre Nacional de Canadá) en lugar del original Canadian National Tower (Torre Nacional Canadiense).[cita requerida]

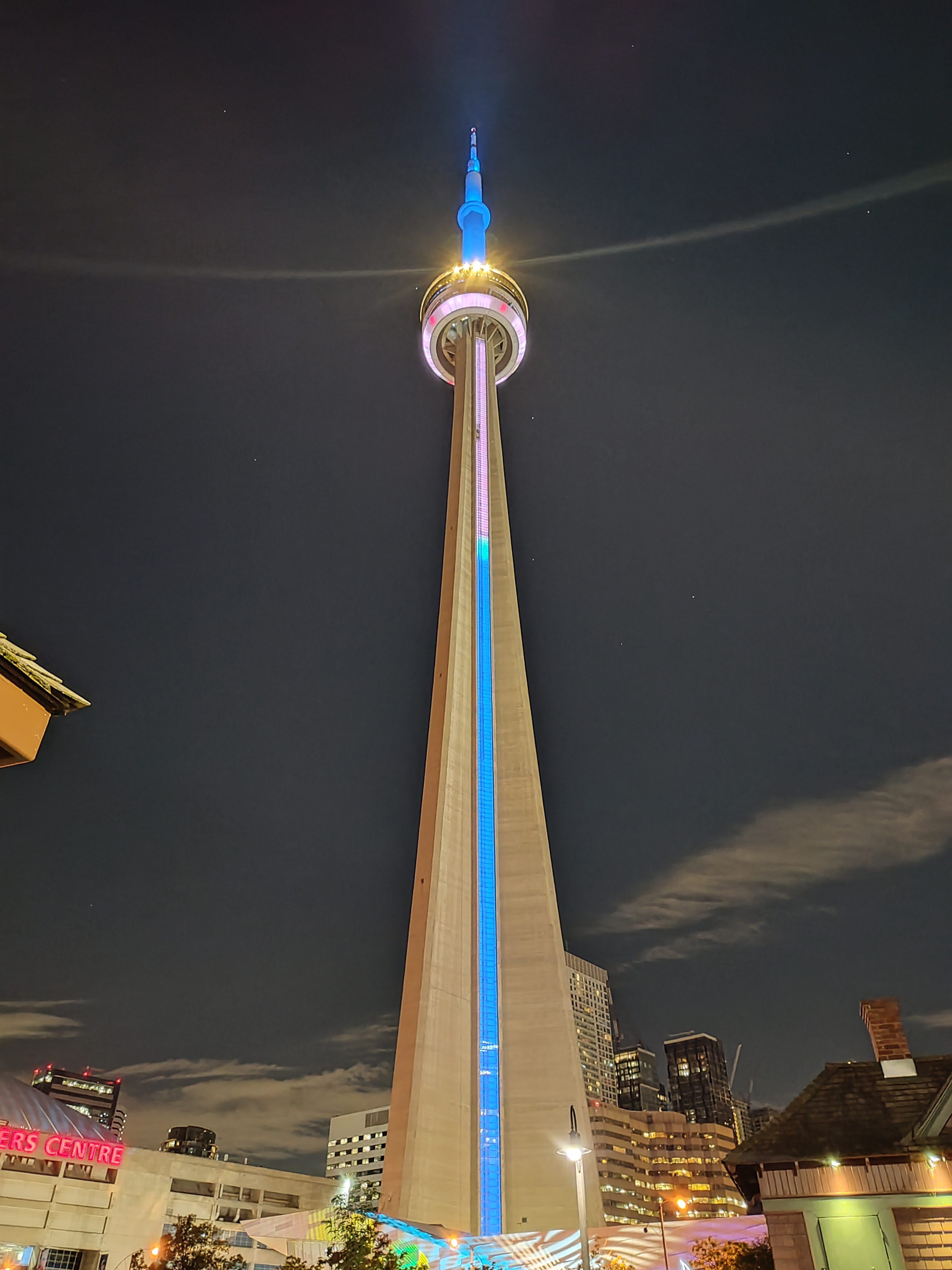
CN Tower vista desde la base.

De 1997 a enero de 2004, la TrizecHahn Corporation se encargó de la administración de la edificación e instituyó varios proyectos de expansión, incluyendo 26 millones de dólares canadienses en entretenimiento y revitalización que incluyeron la adición de dos nuevos elevadores (para dar un total de seis) y la reubicación de la escalera, de la pared del lado norte de la torre (hacia la ciudad) al centro de la construcción.[cita requerida]

## Curiosidades

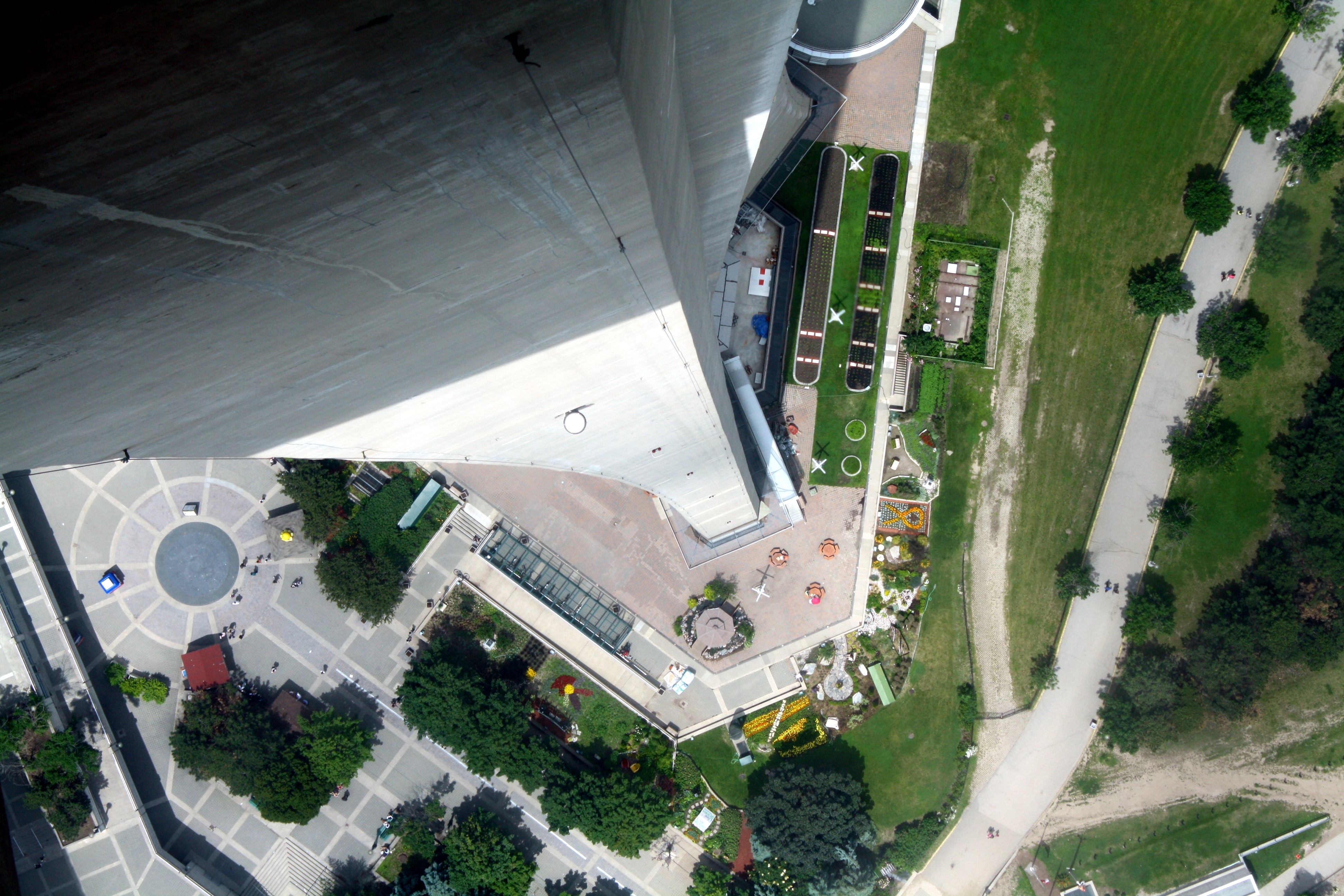
Vista desde el piso de vidrio de la CN Tower.

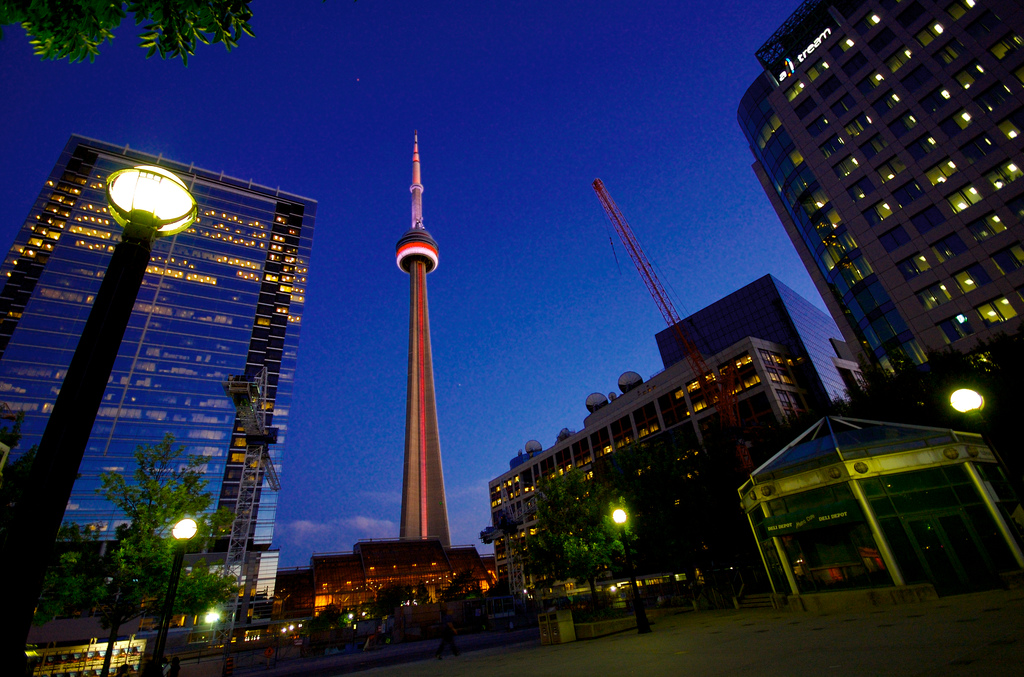
Vista nocturna de la torre.

- La CN Tower resulta alcanzada por rayos alrededor de 76 veces al año.
- La CN Tower tiene tolerancia a vientos de hasta 420 km/h. (Teniendo como excepción diciembre del 2021 cuando por culpa de los fuertes vientos, los vidrios de la torre del elevador se quebraron)
- Los ascensores suben a una velocidad de 6,11 m/s tardando entre 58 y 61 segundos para llegar al Lookout (Plataforma de observación interior) y al restaurante 360º, respectivamente.
- El Piso de Vidrio puede aguantar 2919 kg/m², equivalentes a 14 hipopótamos adultos.
- Con vientos de 193,12 km/h la torre se balancea 1,07 m a la altura de la antena, 0,46 m a la altura del Sky Pod y 22,9 cm a la altura Piso Principal.
- La CN Tower está diseñada para soportar un terremoto de 8,5 grados.